# الحملة النمساوية المجرية في البوسنة والهرسك (1878)
الحملة النمساوية المجرية في البوسنة والهرسك هي حملة قامت بها الإمبراطورية النمساوية المجرية في البوسنة والهرسك واستمرت ما بين 29 يوليو إلى 20 أكتوبر 1878، وكانت هذه الحملة ضد البارتيزان التي كانت تدعمها الدولة العثمانية.
دخل الجيش النمساوي المجري البلاد من اتجاهين كبيرين: واحد من الشمال نحو البوسنة، والآخر من الجنوب نحو الهرسك. وبلغت سلسلة المعارك في أغسطس ذروتها بسقوط سراييفو في اليوم التاسع عشر بعد القتال في حرب حضرية. في الريف الجبلي، استمرت حملة حرب العصابات إلى أن سقط آخر معقل للمتمردين بعد القبض على زعيمهم.

## خلفية تاريخية
بعد الحرب الروسية التركية في عامي 1877-1878، نُظّم مؤتمر برلين من قبل القوى العظمى. بموجب المادة 25 من معاهدة برلين الناتجة عن المؤتمر (يوم 13 يوليو 1878)، ظلت البوسنة والهرسك تحت سيادة الإمبراطورية العثمانية، لكن الإمبراطورية النمساوية المجرية مُنحت سلطة احتلال ولاية (مقاطعة) البوسنة والهرسك إلى أجل غير مسمى، مسيطرةً على دفاعاتها العسكرية وإدارتها المدنية. حصل النمساويون المجريون أيضًا على الحق في شغل مناصب إستراتيجية إلى أجل غير مسمى في سنجق نوفي بازار:
تُحتل مقاطعات البوسنة والهرسك من قِبل الإمبراطورية النمساوية المجرية وتُدار من قِبلها. باعتبار أن الحكومة النمساوية المجرية لا ترغب في تولي إدارة سنجق نوفي بازار، الذي يمتد بين صربيا والجبل الأسود في اتجاه جنوب جنوبي شرقي إلى الجانب الآخر من متروفيتزا، ستواصل الإدارة العثمانية ممارسة مهامها هناك. ومع ذلك، من أجل ضمان الحفاظ على الوضع السياسي الجديد، بالإضافة إلى حرية وأمن الاتصالات، تحتفظ الإمبراطورية النمساوية المجرية بالحق في الحفاظ على الحاميات والحصول على طرق عسكرية وتجارية في كل هذا الجزء من ولاية البوسنة القديمة. ولهذه الغاية، نأت حكومتا النمسا والمجر وتركيا بنفسيهما للتوصل إلى تفاهم بشأن التفاصيل.
على الرغم أن العثمانيين احتجوا على احتلال نوفي بازار، أكد وزير الخارجية الإمبراطوري والملكي للنمسا والمجر جولا أندراشي سرًا للعثمانيين أن الاحتلال في نوفي بازار «يجب اعتباره مؤقتًا». كان من المخطط لهذا التوسع النمساوي المجري جنوبًا على حساب الإمبراطورية العثمانية أن يكون لمنع امتداد النفوذ الروسي واتحاد صربيا والجبل الأسود.
لم يتوقع النمساويون المجريون أي مشاكل أثناء تنفيذ احتلالهم. سيكون الاحتلال، على حد تعبير أندراشي، «نزهة مع فرقة من كبار الكبار». لم يأخذ هذا الرأي في الاعتبار أن الصرب قد خاضوا للتو حربًا من أجل الاستقلال عن الإمبراطورية العثمانية، في حين أن الهرسك قد أشعلت انتفاضة. جاءت مقاومة الاستيلاء النمساوي المجري بشكل رئيسي من الصرب الأرثوذكس (الذين يشكلون 43% من السكان) والمسلمين البوسنيين (الذين يشكلون 39%)، وبالكاد من الكروات الكاثوليك (الذين يشكلون 18%). كان السكان المسلمون هم الأكثر خسارة في ظل الحكومة المسيحية الجديدة. وُصِف المقاومون من قِبل الحكومة النمساوية المجرية بأنهم غير «غير حضاريين» و«غدارين».

## الاحتلال
عبرت قوة الاحتلال الأصلية، وهي الفيلق الثالث عشر بقيادة الجنرال جوزيب فيليبوفيتش، نهر سافا بالقرب من برود، وكوستاينيتسا وغراديسكا. تجمّعت التشكيلات العسكرية المختلفة في بانيا لوكا وتقدمت على طول الطريق على الجانب الأيسر من نهر فرباس. واجهت مقاومة من قِبل المسلمين المحليين تحت حكم الدرويش هادزي لوجي المدعوم (بشكل علني تقريبًا) من قِبل قوات الجيش العثماني التي أُجليت. في 3 أغسطس، نُصب كمين لقوات الهوصار بالقرب من ماغلاي على نهر بوسنة، مما دفع فيليبوفيتش إلى تطبيق الأحكام العرفية. في 7 أغسطس، جرت معركة ضارية بالقرب من يايتسي وخسرت قوات المشاة النمساوية المجرية 600 رجل.